# Asterobemisia silvatica
Asterobemisia silvatica là một loài côn trùng cánh nửa trong họ Aleyrodidae, phân họ Aleyrodinae.
Asterobemisia silvatica được Danzig miêu tả khoa học đầu tiên năm 1964.